# هاغي (ياماغوتشي)
مدينة هاغي (بالإنجليزية: Hagi)‏ هي أحد المدن التابعة لمحافظة ياماغوتشي. تأسست رسميًا في 06/03/2005. ويقدر عدد سكانها بـ 55831 نسمة حسب تقدير مكتب الإحصاء الياباني لعام 2012. تبلغ مساحة هاغي 698.87 كم2. بكثافة سكانية تبلغ 79.9 نسمة/كم2.

## المناخ
يظهر الجدول التالي التغييرات المناخية على مدار السنة لهاغي:
| البيانات المناخية لـهاغي                  | البيانات المناخية لـهاغي | البيانات المناخية لـهاغي | البيانات المناخية لـهاغي | البيانات المناخية لـهاغي | البيانات المناخية لـهاغي | البيانات المناخية لـهاغي | البيانات المناخية لـهاغي | البيانات المناخية لـهاغي | البيانات المناخية لـهاغي | البيانات المناخية لـهاغي | البيانات المناخية لـهاغي | البيانات المناخية لـهاغي | البيانات المناخية لـهاغي |
| الشهر                                     | يناير                    | فبراير                   | مارس                     | أبريل                    | مايو                     | يونيو                    | يوليو                    | أغسطس                    | سبتمبر                   | أكتوبر                   | نوفمبر                   | ديسمبر                   | المعدل السنوي            |
| ----------------------------------------- | ------------------------ | ------------------------ | ------------------------ | ------------------------ | ------------------------ | ------------------------ | ------------------------ | ------------------------ | ------------------------ | ------------------------ | ------------------------ | ------------------------ | ------------------------ |
| الدرجة القصوى °م (°ف)                     | 18.8 (65.8)              | 23.6 (74.5)              | 25.9 (78.6)              | 30.7 (87.3)              | 32.0 (89.6)              | 34.3 (93.7)              | 36.6 (97.9)              | 37.9 (100.2)             | 37.4 (99.3)              | 32.0 (89.6)              | 26.5 (79.7)              | 21.6 (70.9)              | 37.9 (100.2)             |
| متوسط درجة الحرارة الكبرى °م (°ف)         | 9.2 (48.6)               | 10.0 (50.0)              | 13.0 (55.4)              | 18.1 (64.6)              | 22.2 (72.0)              | 25.3 (77.5)              | 29.3 (84.7)              | 30.8 (87.4)              | 26.8 (80.2)              | 22.1 (71.8)              | 17.1 (62.8)              | 12.0 (53.6)              | 19.7 (67.5)              |
| متوسط درجة الحرارة الصغرى °م (°ف)         | 2.5 (36.5)               | 2.6 (36.7)               | 4.6 (40.3)               | 9.1 (48.4)               | 13.7 (56.7)              | 18.3 (64.9)              | 22.8 (73.0)              | 23.7 (74.7)              | 19.5 (67.1)              | 13.4 (56.1)              | 8.7 (47.7)               | 4.5 (40.1)               | 12.0 (53.6)              |
| أدنى درجة حرارة °م (°ف)                   | −5.8 (21.6)              | −6.8 (19.8)              | −3.9 (25.0)              | −0.3 (31.5)              | 3.0 (37.4)               | 8.6 (47.5)               | 12.2 (54.0)              | 15.2 (59.4)              | 8.1 (46.6)               | 3.9 (39.0)               | 0.6 (33.1)               | −3.8 (25.2)              | −6.8 (19.8)              |
| معدل هطول الأمطار مم (إنش)                | 90.0 (3.54)              | 79.0 (3.11)              | 124.2 (4.89)             | 118.8 (4.68)             | 147.5 (5.81)             | 227.2 (8.94)             | 265.0 (10.43)            | 139.2 (5.48)             | 207.3 (8.16)             | 92.7 (3.65)              | 91.6 (3.61)              | 75.7 (2.98)              | 1٬658٫2 (65.28)          |
| متوسط الأيام الممطرة                      | 22.6                     | 19.7                     | 19.7                     | 15.3                     | 14.6                     | 16.3                     | 17.4                     | 14.8                     | 16.8                     | 13.8                     | 16.5                     | 20.5                     | 208                      |
| متوسط الرطوبة النسبية (%)                 | 67                       | 67                       | 71                       | 71                       | 74                       | 80                       | 81                       | 78                       | 79                       | 75                       | 72                       | 68                       | 74                       |
| ساعات سطوع الشمس الشهرية                  | 77.0                     | 95.6                     | 141.4                    | 181.7                    | 197.8                    | 151.1                    | 165.6                    | 205.7                    | 155.2                    | 167.1                    | 119.6                    | 92.1                     | 1٬749٫9                  |
| المصدر #1: وكالة الأرصاد الجوية اليابانية |                          |                          |                          |                          |                          |                          |                          |                          |                          |                          |                          |                          |                          |
| المصدر #2: Japan Meteorological Agency    |                          |                          |                          |                          |                          |                          |                          |                          |                          |                          |                          |                          |                          |

## توأمة
لهاغي (ياماغوتشي) اتفاقيات توأمة مع:
- ألسان

## أعلام
- كيدو تاكايوشي
- أريتومو ياماغاتا
- تارو كاتسورا
- ميورا غورو
- تاناكا غيتشي